# Dorothy Garrod
Dorothy Annie Elizabeth Garrod (n. 5 mai 1892, Londra, Regatul Unit al Marii Britanii și Irlandei – d. 18 decembrie 1968, Cambridge, Anglia, Regatul Unit) a fost arheoloagă și cercetătoare britanică a preistoriei.
A studiat epoca paleolitică , culturile paleoliticului timpuriu in Europa și ale mezoliticului în Palestina.
A fost a doua femeie, după Johanna Mestorf (1828-1909) care s-a dedicat studiului vieții omului primitiv și a fost cea dintâi femeie numită profesor la Universitatea Cambridge(1939). Ea a fost și cea dintâi cercetătoare a preistoriei care a deținut o catedră universitară în ansamblul universitar Cambridge-Oxford.
La bătrânețe, atunci când o cunoștință a remarcat că ea a avut noroc în viață, Dorothy Garrod a obiectat: «nu noroc, ci curaj și perseverență» (pas la chance, c'est courage et perseverance).

## Date familiale, copilăria și studiile
Dorothy Garrod s-a născut la 5 mai 1892 la Londra ca al patrulea copil al medicului Archibald Garrod de la spitalul St.Bartholomew, fiu al unei vechi familii aristocrate, cunoscut, între altele, pentru investigațiile sale din domeniul unor boli genetice (alkaptonuria etc) și considerat unul din fondatorii geneticii biochimice. Bunicul patern, Sir Alfred Baring Garrod (1819-1907), a fost, între altele, o autoritate în domeniul bolilor reumatice și unul din consilierii medicali ai reginei Victoria, iar unchiul ei, Alfred Henry Garrod (1846-1879), a fost un fiziolog și zoolog cunoscut, profesor de fiziologie și anatomie comparată. 
Mama ei, Laura Elisabeth Smith, se trăgea și ea dintr-o familie de medici, bunicul din partea maternă fiind baronetul sir Thomas Smith, chirurg faimos în vremea sa. Doi frați ai ei, dr Alfred Noel Garrod și Lt.Thomas Martin Garrod au căzut în anii 1916-1917 în primul război mondial, iar cel de-al treilea frate, Lt.Basil Rahere, a murit inainte de a fi demobilizat din armată, în pandemia de gripă spaniolă din 1919. 
Pasiunea pentru istorie și arheologie Dorothy o datora atât îndrăgitei ei profesoare particulare, Miss Isabel Fry, cu care a vizitat în copilărie locuri însemnate de arheologie romană, cât și tatălui ei, care făcuse la un moment dat parte din conducerea muzeului Ipswich.
Ea a urmat lecții private și apoi la Școala de fete Birkland din St Albans, apoi a studiat istoria antică și clasică între anii 1913 -1916 la Colegiul de fete Newnham de la Cambridge. După ce a terminat titlul de Bachelor in Arts în 1916, și s-a convertit între timp la catolicism, în vremea primului război mondial, a participat la acțiuni de voluntariat ale Ligii Femeilor Catolice CWL în cantine destinate soldaților de pe frontul francez. Mai târziu a plecat în Malta, pentru a se alătura părinților, deja greu loviți de pieirea în cursul luptelor a primilor doi băieți. Se spune că ea însăși își pierduse logodnicul în război..Tatăl ei servea pe insulă ca director al spitalelor militare britanice. Încurajată de el în a se îndrepta spre domeniul arheologiei Dorothy a asistat la excavațiile arheologului maltez Sir Temistocles Zammit (1864–1935) și sub influența acestora, a devenit pasionată de preistoria 
mediteraneană.. În 1921 familia s-a mutat la Oxford în urma obținerii de către Archibald Garrod a unui post de profesor la facultatea de medicină de acolo. Cu acest prilej Dorothy a devenit discipolul antropologului Robert Ranulph Marett (1866–1943) de la care a dobândit interesul pentru religiile omului preistoric și pentru etnografia comparată. Având și diploma de antropolog de la Oxford, Dorothy Garrod a vizitat în cursul unei călătorii de studiu în sudul Franței peșterile pictate din Munții Pirinei, în compania contelui Henri de Bégouën (1863–1956), la Niaux vizitându-l pe abatele Henri Edouard Breuil (1877–1961), și el, ca și Begouen, istoric al epocii preistorice.

## Activitatea științifică

### În Franța, Marea Britanie și în Gibraltar
Începând din 1922 Dorothy Garrod s-a perfecționat la Institutul de Paleontologie Umană din Paris, sub îndrumarea exigentă a lui Henri Breuil. Aici ea a legat relații trainice de prietenie cu Pierre Teilhard de Chardin (1881–1955) care cerceta în acea perioadă schelete de pe continentul asiatic.
Perfecționându-se în studiul preistoriei, a participat prima dată activ la niște săpături, la La Quina, (Charente) sub îndrumarea lui Léon Henri-Martin, de asemenea la Eyzies-de-Tayac (Dordogne) în cursul excavațiilor conduse de Denis Peyrony (1869-1954).

În anii următori a lucrat la cartea ei The Upper Paleolithic Age in Britain în care a trecut cu precizie în revistă, după ce le-a examinat la fața locului, toate excavațiile și descoperirile arheologice legate de paleoliticul superior din Marea Britanie. Între altele, în această lucrare ea a descris cea ce ea a numit industria paleolitică Cresweliană.
Cu această carte ea a obținut la Oxford titlul de bacalaureat în științe.
La îndemnul lui Henri Breuil, între anii 1925-1927 ea a întreprins o expediție de cercetări într-o fisură din stânca numită Turnul diavolului din Gibraltar, descoperind la 11 iunie 1926 cinci fragmente din craniul unui copil de om de Neanderthal și unelte de cremene (silex) din cultura mousteriană, de asemenea fosile din fauna preistorică contemporană. Ea a dat copilului neanderthalian regăsit după 50,000 de ani, numele de "Abel".

### ÎnOrientul Apropiat. Neandertalieni și Natufieni
Începând din ianuarie 1928 Dorothy Garrod a efectuat săpături în Palestina, aflată pe atunci sub mandat britanic, în colaborare cu paleontoloagă Dorothea Bate. În general la săpături a angajat femei din satele din partea locului.
Ea a excavat peștera Shukbah din nordul Wadi An Natuf (ebr.Nahal Natuf), la sud de satul Shukbah,nu departe de Ramalla, unde a descoperit unelte de piatră, de cremene și os, podoabe de mărgele - urmele a ceea ce ea a numit mai târziu (1957) "Cultura natufiană". Această cultură, existentă în Palestina între mileniile al X-lea și al VIII-lea î.H., după alte aprecieri - mai devreme - între 12,800 - 10,300 î.H  reprezenta o formă de trecere de la Paleoliticul târziu la Neoliticul timpuriu. Urme suplimentare din această cultură s-au găsit și în alte sectoare ale Palestinei și ale Levantului. Natufienii, ultimii dintre vânătorii-culegători din sud-vestul Asiei, se aflau în pragul revoluției neolitice și au fost precursorii primilor agricultori din regiune.
Cultura lor materială era bogată și urmele ei reflectă o societate complexă în curs de sedentarizare.
În octombrie-decembrie 1928 Dorothy Garood a condus o expediție arheologică în Kurdistanul irakian, împreună cu Turville-Petre și alții. 
Angajată din anul 1929 ca cercetătoare la Colegiul Newnham din Cambridge, unde studiase în trecut, s-a întors în Palestina pentru a întreprinde săpături pe muntele Carmel(1929-1934). Și aici i s-au prilejuit descoperiri senzaționale. Pe povârnișul vestic al Carmelului, în peștera Tabun (in arabă Mugharet at-Tabun, în ebraică Me'arat Ha-Tanur, adică "Peștera cuptorului") Dorothy Garrod a descoperit , între altele, scheletul vechi de circa 41,000 al unei femei de Neanderthal, considerat "una din cele mai însemnate fosile umane găsite vreodată" , 
iar în peștera as-Skhul (ar.Mugharet as Skhul, "Peștera iezilor") a găsit scheletele fosile ale cinci bărbați, două femei și trei copii, vechi de 80,000-100,000 de ani.
Bazându-se, între altele, pe tipul uneltelor de piatră și pe caracteristici ale faunei, Garrod a analizat materialul găsit în săpăturile efectuate pe Carmel împreună cu D.Bate, precum și cele de la Al Shukba și le-a descris ca aparținând unei culturi Levalloiso-Mousteriene ce îmbina atât elemente de cultură Levallois cât și unelte mousteriene retușate. Ulterior, în anii 1970, acest tip de cultură materială a primit numele de Mousterian Levantin.
În 1935 împreună cu geologul E.W.Gardner, Garrod a vizitat zona podului Jisr Banat Yaqub (ebr.Gesher Bnot Yaakov) în nordul Văii Iordanlui, la 15km nord de lacul Tiberiada și la 3 km sud de Valea Hula, unde, în mormanele rezultate din lucrări de lărgire a albiei Iordanului, a găsit unelte caracteristice culturii acheuliene, una din cele mai vechi din istoria umanității, din urmă cu 780,000 ani.

### Cultura Gravettiană
Noțiunea de cultură Gravettiană, introdusă de Dorothy Garrod în anul 1938 desemnează o etapă culturală a paleoliticului târziu din perioada 26.000-19.000 î.Hr, numele avându-și originea în cel al semi-peșterii „La Gravette“ de la Bayac în departamentul Dordogne din Franța.
Urmele acestei culturi de unelte s-au găsit în Franța,Spania,Italia,Belgia,Germania,Austria, Cehia și Anglia.
În anii prebelici încă a mai efectuat cercetări în locuri de excavații arheologice din Anatolia și peștera Bacio Kiro din Bulgaria(1938).

## Profesoară la Cambridge
În 1938, pentru lucrarea ei,„Epoca Pietrei pe Muntele Carmel” Dorothy Garrod a obținut titlul de doctor în științe al universității Oxford. După ce, din 1934 a deținut postul de directoare de studii în arheologie și antropologie la Colegiul Newnham din Cambridge, începând din anul 1939 și până în 1952 Garrod a fost profesoară, șefa catedrei de arheologie Disney a universității Cambridge. În felul acesta, ea a fost cea dintâi femeie numită în funcția de profesor la una din universitățile Cambridge și Oxford.
În această calitate ea a pus bazele învățământului preistoriei la Cambridge. Din 1948 i s-a permis, ca femeie, să fie și "membră a Universității".
Nu s-a simțit adesea în apele ei în poziția ierarhică universitară, mai ales in ceea ce privește răfuielile în probleme administrative , fiind cel mai mult atrasă de cercetare, de munca riguroasă în conducerea săpăturilor arheologice și analiza minuțioasă a materialului descoperit, iar apoi sistematizarea rezultatelor în cărți care au rămas clasice. 
În anii celui de-al Doilea Război Mondial munca de cercetare la Cambridge a cunoscut o perioadă de stagnare. Între anii 1942 - 1945 Garrod s-a înrolat voluntar în Serviciul fotografic de informații (Photographic Intelligence Service), în așa numita Medmenham Air Intelligence Unit, o unitate auxiliară de femei a aviației militare britanice. Experiența dobândită în această muncă i-a permis ulterior să se perfecționeze in prospecțiuni arheologice aeriene sau așa numita arheologie aeriană.

### Activitatea în Franța și Liban
În 1949 la invitația prietenei și cercetătoarei Suzanne Cassou de Saint Mathurin (1900-1975), Dorothy Garrod a revenit în Franța pentru a conduce săpături arheologice (1949-1968) în locul numit Roc-aux- Sorciers în satul Angles-sur-l'Anglin din departamentul Vienne în partea de centru-vest a Franței. Cu acest prilej cele două cercetătoare au dezvelit noi basoreliefuri și exemplare de arta preistorică parietală din epoca Paleoliticului târziu. Astfel, pe tavanul peșterii Taillebourg, în partea amonte a locului, au descoperit un relief reprezentând un bizon, precum și o seamă de sculpturi căzute din pereții grotei. În anul 1950, în același loc, mai în aval, într-o scobitură în stâncă, au dat la iveală sculptura unui cal care își întoarce capul. Aceasta era o porțiune dintr-o friză magdaleniană din așa numitul adăpost Abri Bourdois.,
După 1952, când s-a pensionat de la universitate, a petrecut cea mai mare parte a timpului în Franța, consacrându-se în continuare muncii arheologice.
În anii 1958 - 1964 a condus săpături în Liban, la Bezez și Adlun, în cursul cărora s-a simțit rău și a presimțit că acestea vor fi ultimele ei activități pe teren.
În vara anului 1966 a trebuit să petreacă perioade lungi în spitale din Londra și Franța după o căzătură în grădina casei care i-a pricinuit o fractură de col femoral.
Dorothy Garrod a decedat într-un spital catolic din Cambridge la vârsta de 76 ani,la 18 decembrie 1968 la câteva luni după un grav accident vascular cerebral.
Manuscrisele ei, crezute la un moment dat pierdute, au fost regăsite, ele fiind depozitate de prietena ei, Suzanne de Saint Mathurin, la Muzeul de Antichități Naționale din 
Saint-Germain-en-Laye.

## Premii și distincții
- 1932 - Medalia Cuthbert Peck a Societății Regale de Geografie
- 1934 - Medalia Rivers a Institutului Regal de Antropologie
- 1940-1946 - Președintă a Societății de Preistorie din Marea Britanie
- 1946 - Medalia Huxley a Institutului Regal de Antropologie
- 1952 - Membră a Academiei Britanice (a doua femeie membră - după Beatrice Webb)
- 1954 - Medalia Burton a Societății Regale Asiatice
- 1965 - Comandor al Ordinului Imperiului Britanic (CBE)
- 1968 aprilie - Medalia de Aur a societății colecționarilor de antichități din Londra (Society of Antiquaires of London)

## Scrieri
- The Upper Paleolithic Age in Britain. 1926.
- The Paleology of South Kurdistan. 1930.
- The Stone Age of Mount Carmel. 1937.
- “Nova et Vetera: a Plea for a New Method in Paleolithic Archaeology”, Proceedings of the Prehistoric Society of East, Anglia.
- Environment,Tools and Man, 1946.